# Trekantgletsjer
De Trekantgletsjer - letterlijk vertaald: driehoekgletsjer - is een gletsjer in Nationaal park Noordoost-Groenland in het oosten van Groenland.

## Geografie
De gletsjer is zuidwest-noordoost georiënteerd en heeft een lengte van meer dan acht kilometer. Ze mondt in het noordoosten uit in het Alpefjord.
De Trekantgletsjer ligt aan de oostzijde van de noordelijke helft van Nathorstland. 
Op ongeveer zes kilometer naar het noordwesten ligt de Sydvestgletsjer, op ongeveer negen kilometer naar het noordoosten de Vikingegletsjer, op ongeveer vijf kilometer naar het zuidoosten liggen de monding van de Gullygletsjer en de Sefströmgletsjer en op meer dan tien kilometer naar het zuiden liggen de Spærregletsjer en Krabbegletsjer.